# Asnières-en-Bessin
Asnières-en-Bessin ist eine französische Gemeinde im Département Calvados in der Region Normandie mit 71 Einwohnern (Stand: 1. Januar 2022). Asnières-en-Bessin gehört zum Arrondissement Bayeux und zum Kanton Trévières. Die Einwohner werden Asnièrois genannt.

## Geografie
Asnières-en-Bessin liegt etwa 27 Kilometer westnordwestlich von Bayeux. Umgeben wird Asnières-en-Bessin von den Nachbargemeinden Englesqueville-la-Percée im Norden und Nordwesten, Formigny La Bataille im Süden und Osten, Longueville im Süden und Südwesten sowie Deux-Jumeaux im Westen und Südwesten.

## Bevölkerungsentwicklung
| 1962                      | 1968 | 1975 | 1982 | 1990 | 1999 | 2006 | 2013 |
| ------------------------- | ---- | ---- | ---- | ---- | ---- | ---- | ---- |
| 106                       | 91   | 91   | 74   | 61   | 55   | 63   | 60   |
| Quelle: Cassini und INSEE |      |      |      |      |      |      |      |

## Sehenswürdigkeiten
- Kirche Saint-Vigor, seit 1840 Monument historique
- Schloss Asnières-en-Bessin, 1693 erbaut